# Neltuma
Neltuma Raf., 1838 è un genere di piante appartenente alla famiglia delle Fabacee, diffuso nell'America meridionale.

## Tassonomia
Il genere comprende le seguenti specie:
- Neltuma affinis (Spreng.) C.E.Hughes & G.P.Lewis
- Neltuma alba (Griseb.) C.E.Hughes & G.P.Lewis
- Neltuma alpataco (Phil.) C.E.Hughes & G.P.Lewis
- Neltuma andicola (Burkart) C.E.Hughes & G.P.Lewis
- Neltuma argentina (Burkart) C.E.Hughes & G.P.Lewis
- Neltuma articulata (S.Watson) Britton & Rose
- Neltuma caldenia (Burkart) C.E.Hughes & G.P.Lewis
- Neltuma calderensis (A.Galán, E.Linares, J.Montoya & Vicente Orell.) C.E.Hughes & G.P.Lewis
- Neltuma calingastana (Burkart) C.E.Hughes & G.P.Lewis
- Neltuma campestris (Griseb.) C.E.Hughes & G.P.Lewis
- Neltuma castellanosii (Burkart) C.E.Hughes & G.P.Lewis
- Neltuma chilensis (Molina) C.E.Hughes & G.P.Lewis
- Neltuma denudans (Benth.) C.E.Hughes & G.P.Lewis
- Neltuma elata (Burkart) C.E.Hughes & G.P.Lewis
- Neltuma fiebrigii (Harms) C.E.Hughes & G.P.Lewis
- Neltuma flexuosa (DC.) C.E.Hughes & G.P.Lewis
- Neltuma glandulosa (Torr.) Britton & Rose
- Neltuma hassleri (Harms) C.E.Hughes & G.P.Lewis
- Neltuma humilis (Gillies ex Hook.) C.E.Hughes & G.P.Lewis
- Neltuma juliflora (Sw.) Raf.
- Neltuma kuntzei (Harms) C.E.Hughes & G.P.Lewis
- Neltuma laevigata (Humb. & Bonpl. ex Willd.) Britton & Rose
- Neltuma limensis (Benth.) C.E.Hughes & G.P.Lewis
- Neltuma mantaroensis (L.Vásquez, Escurra & Huamán) C.E.Hughes & G.P.Lewis
- Neltuma mayana (R.A.Palacios) C.E.Hughes & G.P.Lewis
- Neltuma mezcalana (R.A.Palacios) C.E.Hughes & G.P.Lewis
- Neltuma nigra (Griseb.) C.E.Hughes & G.P.Lewis
- Neltuma nuda (Schinini) C.E.Hughes & G.P.Lewis
- Neltuma odorata (Torr. & Frém.) C.E.Hughes & G.P.Lewis
- Neltuma pallida (Humb. & Bonpl. ex Willd.) C.E.Hughes & G.P.Lewis
- Neltuma palmeri Britton & Rose
- Neltuma peruviana (L.Vásquez, Escurra & Huamán) C.E.Hughes & G.P.Lewis
- Neltuma piurensis (L.Vásquez, Escurra & Huamán) C.E.Hughes & G.P.Lewis
- Neltuma pugionata (Burkart) C.E.Hughes & G.P.Lewis
- Neltuma purpurea (L.Vásquez, Escurra & Huamán) C.E.Hughes & G.P.Lewis
- Neltuma rojasiana (Burkart) C.E.Hughes & G.P.Lewis
- Neltuma rubriflora (Hassl.) C.E.Hughes & G.P.Lewis
- Neltuma ruizlealii (Burkart) C.E.Hughes & G.P.Lewis
- Neltuma ruscifolia (Griseb.) C.E.Hughes & G.P.Lewis
- Neltuma sericantha (Gillies ex Hook.) C.E.Hughes & G.P.Lewis
- Neltuma tupayachensis (L.Vásquez, Escurra & Huamán) C.E.Hughes & G.P.Lewis
- Neltuma velutina (Wooton) Britton & Rose
- Neltuma × vinalillo (Stuck.) C.E.Hughes & G.P.Lewis
- Neltuma yaquiana (R.A.Palacios) C.E.Hughes & G.P.Lewis

Gran parte di esse erano in precedenza incluse nel genere Prosopis, da cui sono state segregate in base alle risultanze di studi di filogenesi molecolare.